# Tella Kpomahou
Tella Kpomahou est une actrice franco-béninoise, née le 18 mars 1978 à Abidjan (Côte d'Ivoire).

## Biographie
Née en Côte d'Ivoire dans une famille d'origine béninoise, Tella Kpomahou grandit dans ce pays de résidence et découvre le théâtre au lycée classique d'Abidjan.
Après le baccalauréat, et un BTS communication, elle décide de s'installer à Paris, pour se former au métier d'actrice. Arrivée sans argent ni connaissance, elle parvient à décrocher quelques rôles au théâtre. Elle est repérée par le réalisateur Cheick Fantamady Camara qui lui offre son premier premier rôle dans son long métrage Il va pleuvoir sur Conakry. La reconnaissance qui en découle dans le milieu du cinéma d'art et d'essai lui permet de poursuivre et stabiliser son activité de comédienne.

## Filmographie

### Cinéma
- 2005 : Après l'océan d'Éliane de Latour : Pélagie
- 2006 : Il va pleuvoir sur Conakry de Cheick Fantamady Camara : Kesso
- 2009 : Desire, film anglais de Gareth Jones : Nene
- 2012 : Morbayassa de Cheick Fantamady Camara : Tigui
- 2013 : Le Crocodile du Botswanga de Fabrice Eboué et Lionel Steketee : la nounou de Bobo Junior
- 2013 : 419 d'Eric Bartonio (d'après le roman éponyme de Loulou Dédola) :  la sœur
- 2014 : Le Périple de Vincent Orst : Jocelyne
- 2015 : Cigarettes et chocolat chaud de Sophie Reine
- 2016 : De sas en sas de Rachida Brakni : Alizata Coulibaly
- 2018 : L'angle mort de Patrick Mario Bernard et Pierre Trividic : Marlette Brassan
- 2019 : T'as Pécho ? de Adélaïde Picault : la mère de Guigui
- 2020 : Canailles de Christophe Offenstein: Angélique Davernas

### Télévision
- 2006 : L'État de Grace de Pascal Chaumeil : une journaliste
- 2007 : Diane, femme flic, (saison 5, épisode Venin) de Dominique Tabuteau : Honorine
- 2009 : Équipe médicale d'urgence d'Étienne Dhaene : une avocate
- 2009 : Braquo (saison 1, épisodes 5 et 6) de Frédéric Schoendoerffer : Lulu
- 2012 : Les Délices du monde de Alain Gomis : Claudia
- 2012 : Un homme au pair de Laurent Dussaux : Maryse
- 2013 : Silences d'État de Frédéric Berthe : Stacy
- 2014 : Alex Hugo de Olivier Langlois
- 2016 : Marjorie de Mona Achache : Élise Aubenas
- 2017 : Top Radio, série télévisée ivoirienne[6] en treize épisodes de 26 minutes de Alex Ogou : Nénin Gosso (personnage principal de la série)
- 2018 : Section de recherches (saison 1 épisode 3) d'Alexandre Pinon : sœur Hélène
- 2020 : Meurtres à Albi de Delphine Lemoine : l'infirmière
- 2022 : Champion de Mona Achache
- 2022 : Balthazar de Franck Brett
- 2022 : Bangui Unité Spéciale[7] d'Elvire Adjamonsi : la procureure Awa

## Doublage

### Cinéma

#### Films
- 2015 : Seul contre tous : Prema Mutiso (Gugu Mbatha-Raw)
- 2016 : The Last Face : voix additionnelles
- 2022 : The Woman King : ? ( ? )

#### Films d'animation
- 2013 : Aya de Yopougon : Bintou (voix originale)
- 2015 : Adama : la voisine (voix originale)

### Jeu vidéo
- 2012 : Dust: An Elysian Tail : ?

## Théâtre
- 2002 : Ahmed le Subtil, mise en Françoise Pérez, tournée en Alsace.
- 2003 : La dispute, de Marivaux, mise en scène Sandra Honoré. Festival d' Avignon, Festival de Flavigny sur Ozerain
- 2004 : Nuits Noires Nuits Blanches, mise en scène Jean-Renaud Leloup, Festival d'Avignon
- 2004-2006 : Les contes en couleurs, mise en scène Daniel Gros, tournée dans les Alpes et Festival Performance d'acteurs à Cannes.
- 2006 : La Tragédie du roi Christophe d'Aimé Césaire, Théâtre Berthelot, mise en scène Benjamin Jules Rosette. Compagnie Théâtre Noir
- 2007 : Les Nègres de Jean Genet, mise en scène Cristèle Alves Meira, théâtre de l'Athénée Louis Jouvet
- 2008-2016 : Ticket, mise scène de Jack Souvant, théâtre du Soleil à Vincennes, tournée Nord-Pas-de-Calais, Festival d'Avignon, Festival FITA à Grenoble, Festival Renaissance à Bar-le-Duc, représentations à Paris au musée de l'immigration
- 2015 : Dans la solitude des champs de coton de Koltès, mise en scène Isabelle Rivoal, Palerme
- 2016 : Marche de Christian Pert, mise en scène Serge Barbuscia, théâtre du Balcon, Avignon
- 2016 : Toi et tes nuages, d'Eric Westphal, mise en scène Monique Robert, théâtre Simone-Weil, Nîmes
- 2017 : 4.48 Psychose, de Sarah Kane, mise en scène Tella kpomahou et Souleymane Sow, à Abidjan et aux Journées théâtrales de Carthage
- 2017 : Récital poétique : poèmes de Sony Labou Tansi, mise en scène Tella Kpomahou, théâtre de la Placette, Nîmes
- 2019 : Gentil Petit Chien, de Hakim Bah, mise en scène Imad Assaf

## Autres activités
Tella Kpomahou participe au développement institutionnel de la production cinématographique au Bénin,.